# Stuyvenbergh
Stuyvenbergh is een station van de Brusselse metro, gelegen in de stad Brussel.

## Geschiedenis
Het ondergrondse metrostation werd geopend op 5 juli 1985 samen met Houba-Brugmann en Heizel ter verlenging van metrolijn 1A vanuit Bockstael naar de Heizel. Sinds de herziening van het metronet in 2009 wordt dit station bediend door metrolijn 6.

## Situering
Stuyvenbergh bevindt zich onder het kruispunt van de Houba de Strooperlaan, de Emile Bockstaellaan en de De Smet De Naeyerlaan, in het noordwesten van de stad. Het ondergrondse metrostation is genoemd naar het Kasteel van Stuyvenberg, dat zich ten oosten van het station bevindt in het park van Laken. De Stuyvenberghstraat ligt op enige afstand ten noorden van het station.

## Kunst
Op uitstaande randen aan de perronwanden zijn in groepen 25 beelden van terracotta opgesteld. Het werk van Yves Bosquet is een eerbetoon aan koningin Elisabeth, die Kasteel Stuyvenberg als laatste woonplaats had. De koningin is afgebeeld in verschillende periodes van haar leven, vergezeld van haar kinderen, kleinkinderen en andere personen die haar dierbaar waren. De beelden zijn gemaakt op basis van foto's.